# Бархаш, Владимир Александрович
Владимир Александрович Бархаш (29 сентября 1933 — 29 марта 2012) — российский учёный в области синтетической и физической органической химии, доктор химических наук, заслуженный деятель науки РФ, лауреат Ленинской премии.

## Биография
В 1956 году окончил Московский химико-технологический институт им. Д. И. Менделеева и его аспирантуру, в 1960 г. защитил кандидатскую диссертацию «Синтезы на основе энолацетатов».
В 1960—1963 преподавал на кафедре органической химии Московского химико-технологического института им. Д. И. Менделеева.
В 1963—2007 гг. работал в Новосибирском институте органической химии им. Н.Н. Ворожцова: старший научный сотрудник, с 1989 по 2004 г. заведующий лабораторией изучения катионоидных реакций.
Параллельно преподавал и вёл научную деятельность в Новосибирском государственном университете, читал курс стереохимии органических соединений.
Доктор химических наук (1977, тема диссертации «Изучение роли неклассических взаимодействий при катионоидных перегруппировках бензоцикленов», профессор.
Умер 29 марта 2012 года после тяжёлой и продолжительной болезни. Урна с прахом захоронена в колумбарии Заельцовского кладбища Новосибирска.

## Награды
- В 1990 году в составе коллектива, возглавляемого академиком В.А. Коптюгом, удостоен Ленинской премии.
- Заслуженный деятель науки РФ.

## Публикации
- Неклассические карбокатионы. Владимир Александрович Бархаш. Наука, 1984 — Всего страниц: 294.